# استان سایتاما
استان سایتاما (به ژاپنی: 埼玉県) یکی از استان‌های کشور ژاپن است و در ناحیه کانتو در جزیره هونشو قرار دارد. مرکزش شهر سایتاما است. استان سایتاما بخشی از ناحیه بزرگ شهری اطراف توکیو پایتخت می‌باشد و گاه به عنوان حاشیه و حومه‌های توکیو محسوب می‌شود.

## تاریخ
استان سایتاما در گذشته بخشی از استان موساشی سابق بود.

## جغرافیا
استان سایتاما با توکیو و استان‌های چیبا، ایباراکی، توچیگی، گونما، ناگانو و یاماناشی همسایه است.

### شهرها

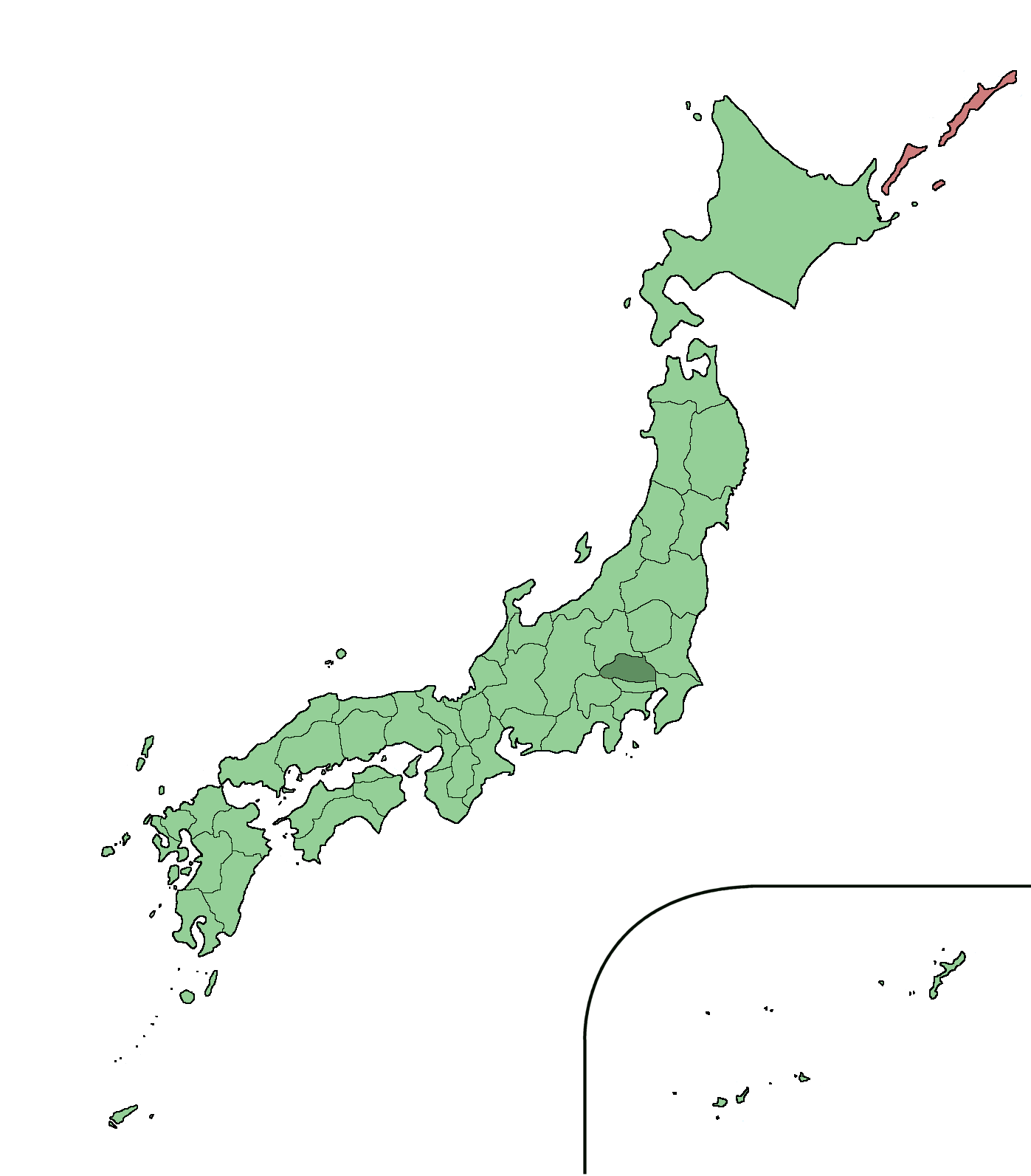
استان سایتاما در ژاپن

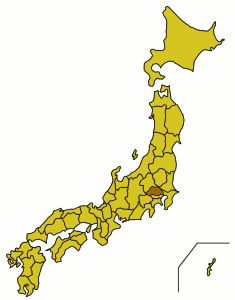

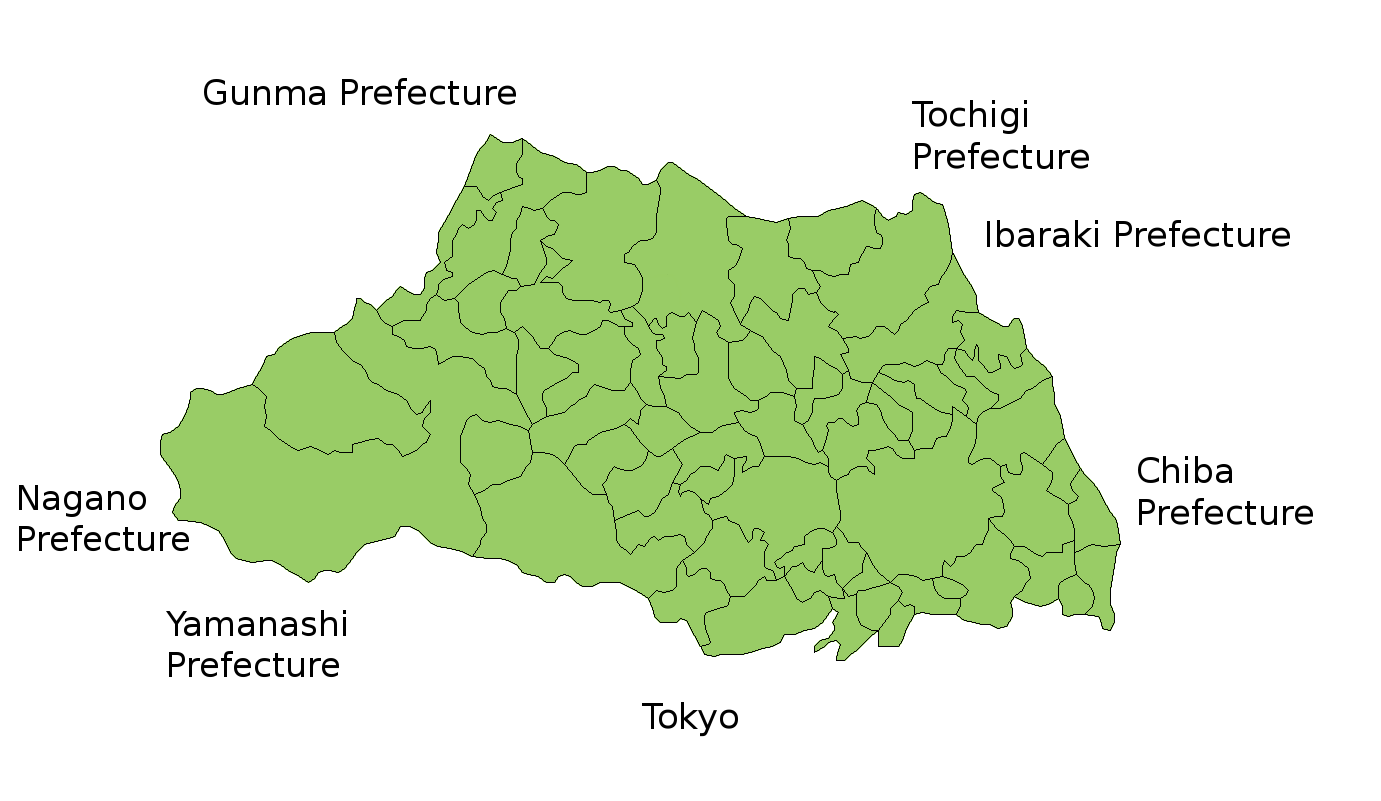
نقشه استان سایتاما

| - Ageo - Asaka - Chichibu - Fujimi - Fujimino - Fukaya - Gyōda - Hannō - Hanyū - Hasuda - Hatogaya - Hidaka - Higashimatsuyama - Honjō | - Iruma - Kasukabe - Kawagoe - Kawaguchi - Kazo - Kitamoto - Kōnosu - Koshigaya - Kuki - Kumagaya - Misato - Niiza - Okegawa | - Saitama (مرکز استان) - Sakado - Satte - Sayama - Shiki - Sōka - Toda - Tokorozawa - Tsurugashima - Wakō - Warabi - Yashio - Yoshikawa |